# Cosmioneidaceae
Famille
Les Cosmioneidaceae sont une famille d'algues de l'embranchement des Bacillariophyta (Diatomées), de la classe des Bacillariophyceae et de l’ordre des Naviculales.

## Étymologie
Le nom de la famille vient du genre type Cosmioneis, dont le nom n'a pas été explicité par les auteurs, mais qui vient probablement du grec κόσμος / kosmos, « ordre ; parure », et du suffixe -neis, bateau, littéralement « bateau ornementé », sans doute en référence à la fine et régulière ponctuation que portent les valves de cette diatomée.

## Liste des genres
Selon AlgaeBase (15 mai 2022) :
- Cosmioneis D.G.Mann & Stickle, 1990

## Systématique
Le nom correct complet (avec auteur) de ce taxon est Cosmioneidaceae D.G.Mann.